# レインボーうさぎ組
レインボーうさぎ組（レインボーうさぎぐみ）は、テイチクエンタテインメント所属の中堅演歌歌手、上杉香緒里、永井みゆき、山口ひろみの3人が結成した演歌のユニット名。正式名はテイチク・レインボーうさぎ組、略してテイチクうさぎ組、うさぎ組とも呼ばれる。
レインボーというのは2003年に開催されたテイチクの女性歌手7人による合同コンサート「テイチク・レインボーコンサート」から命名されたもの。3人は何れも1975年（昭和50年）の生まれで、その年の干支がウサギであることからこのユニット名が付けられ、その後のレインボーコンサートでは進行役も担当した。
担当ディレクターが同じこともあり、3人による合同キャンペーン（インストアーライブ等）やコンサートなどを含めた各種イベントを通してPRを図っていく狙いであった。
その後、ディレクターが各々別人に代わったこともあり一時期休止状態だったが、年女を迎える2011年を前に本格的に活動を再開し、2010年11月
弦哲也座長の「北区の演歌座」では初のオリジナル曲「雪月花うさぎ組」を歌唱披露した。
各々の自己紹介ソングとなっており、雪うさぎが上杉、月うさぎが永井、花うさぎが山口担当となっている。
2011年は「はとバス昭和の名ガイドが選んだ懐メロ・ベスト」CD特典企画で「テイチク・レインボーうさぎ組ガイドと行く懐かしの名曲で辿る都内観光」を実施、うさぎ組ははとバスガイドの服装で当選者とバスで都内を歌い巡り、浅草ではガイド姿でのミニライブもおこなった。

## 歌唱曲
- 月がとっても青いから
- こころのこだま
- 黄色いさくらんぼ
- お祭りマンボ
- 亜麻色の髪の乙女
- 雪月花うさぎ組(オリジナル曲）

他